# Хернинг (коммуна)
Хернинг (дат. Herning Kommune) — датская коммуна в составе области Центральная Ютландия. Площадь — 1323,5 км², что составляет 3,07 % от площади Дании без Гренландии и Фарерских островов. Численность населения на 1 января 2008 года — 84208 чел. (мужчины — 42276, женщины — 41932; иностранные граждане — 3559). Административным центром является город Хернинг.

## История
Коммуна была образована в 2007 году из следующих коммун:
- Аулум-Хадеруп (Aulum-Haderup)
- Хернинг (Herning)
- Трехёйе (Trehøje)
- Осков (Aaskov)

## Железнодорожные станции
- Аулум (Aulum)
- Бирк Сентерпарк (Birk Centerpark)
- Хаммерум (Hammerum)
- Хернинг Мессесентер (Herning Messecenter)
- Хернинг (Herning)
- Кибек (Kibæk)
- Студсгор (Studsgård)
- Вильдбьерг (Vildbjerg)

## Изображения

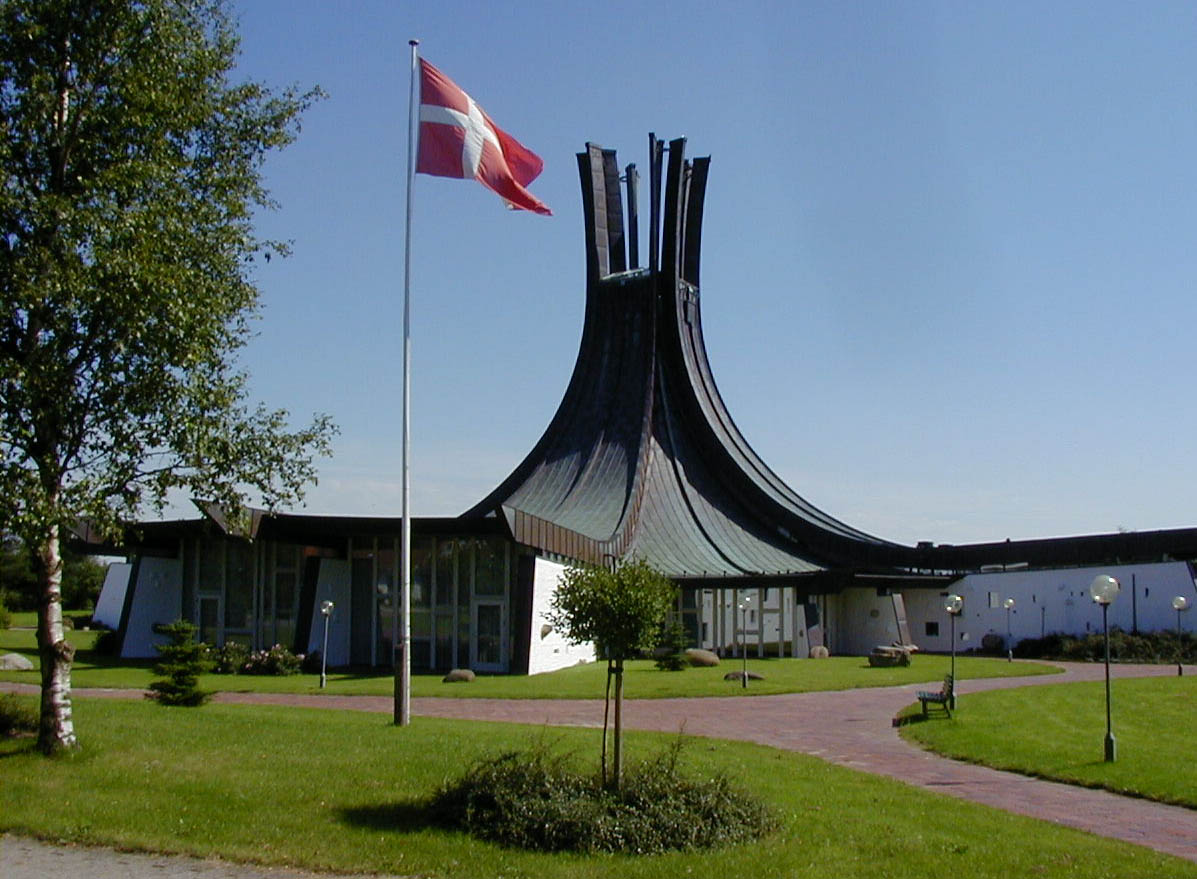